# Oksana Ravilova
Oksana Ravilova (Russisch: Оксана Равилова) (Mirny, 20 mei 1967) is een Russisch oud-langebaanschaatsster.
Oksana Ravilova behaalde tweemaal het podium van een WK Sprint. In 1993 werd zijn in Ikaho derde achter de Chinese Ye Qiaobo en de Amerikaanse Bonnie Blair. Twee jaar later werd de Russin bij de editie van 1995 in Milwaukee tweede achter Bonnie Blair en hield Ravilova de Duitse Franziska Schenk achter zich, die met slechts 0,01 punten achterstand derde werd.
Na het seizoen van 1997-1998 nam Ravilova afscheid van het schaatsen, om in het seizoen 2001-2002 weer terug te keren. De prestaties na haar comeback waren echter niet zo aansprekend als midden jaren 90. De Russin nam deel aan de wereldbekercyclus, maar verder dan de B-groep kwam ze niet. Na dit seizoen nam ze afscheid van het internationale schaatsen. Tot 2004 bleef ze nog in eigen land wedstrijden schaatsen, met podiumplaatsen bij de nationale kampioenschappen, maar na dit seizoen nam ze voorgoed afscheid van het wedstrijdschaatsen.

## Persoonlijk
Oksana Ravilova is de moeder van schaatsster Jekaterina Sloeva. Haar dochter komt sinds juni 2019 uit voor Wit-Rusland.

## Persoonlijke records
| Afstand    | Tijd    | Datum            | Baan    |
| ---------- | ------- | ---------------- | ------- |
| 500 meter  | 39,57   | 3 januari 1997   | Calgary |
| 1000 meter | 1.18,90 | 8 december 2001  | Calgary |
| 1500 meter | 2.04,70 | 24 november 2001 | Calgary |
| 3000 meter | 4.45,64 | 1 april 1988     | Medeo   |
| 5000 meter | 8.46,83 | 2 december 1985  | Kolomna |

## Resultaten
| jaar | Olympische Spelen           | Wereldbeker        | WK Afstanden       | WK Sprint |
| ---- | --------------------------- | ------------------ | ------------------ | --------- |
| 1991 |                             | -                  |                    | 17e       |
| 1992 | 16e 500m 15e 1000m          | -                  |                    | 10e       |
| 1993 |                             | 19e 500m 18e 1000m |                    | Brons     |
| 1994 | 17e 500m 9e 1000m 25e 1500m | 9e 500m 6e 1000m   |                    | 13e       |
| 1995 |                             | 6e 500m 6e 1000m   |                    | Zilver    |
| 1996 |                             | 8e 500m 6e 1000m   | 6e 500m 13e 1000m  | 4e        |
| 1997 |                             | 13e 500m 9e 1000m  | 13e 500m 16e 1000m | 8e        |
| 1998 | 21e 500m                    | 24e 500m 22e 1000m | -                  | -         |
| 1999 |                             | -                  | -                  | -         |
| 2000 |                             | -                  | -                  | -         |
| 2001 |                             | -                  | -                  | -         |
| 2002 | -                           | 48e 500m 52e 1000m |                    | -         |

### Medaillespiegel
| kampioenschap     | goud | zilver | brons |
| ----------------- | ---- | ------ | ----- |
| Olympische Spelen | 0    | 0      | 0     |
| Wereldbeker       | 0    | 0      | 0     |
| WK Afstanden      | 0    | 0      | 0     |
| WK Sprint         | 0    | 1      | 1     |